# Gornja Mutnica
Gornja Mutnica (en serbe cyrillique : Горња Мутница) est un village de Serbie situé dans la municipalité de Paraćin, district de Pomoravlje. Au recensement de 2011, il comptait 623 habitants.

## Démographie

### Évolution historique de la population
| 1948  | 1953  | 1961  | 1971  | 1981  | 1991  | 2002 | 2011 |
| ----- | ----- | ----- | ----- | ----- | ----- | ---- | ---- |
| 1 446 | 1 438 | 1 366 | 1 240 | 1 134 | 1 093 | 740  | 623  |

|  |